# Angonyx krishna
Angonyx krishna is een vlinder uit de familie van de pijlstaarten (Sphingidae). De wetenschappelijke naam van de soort werd in 2006 gepubliceerd door Eitschberger en Haxaire.